# 즈비그니에프

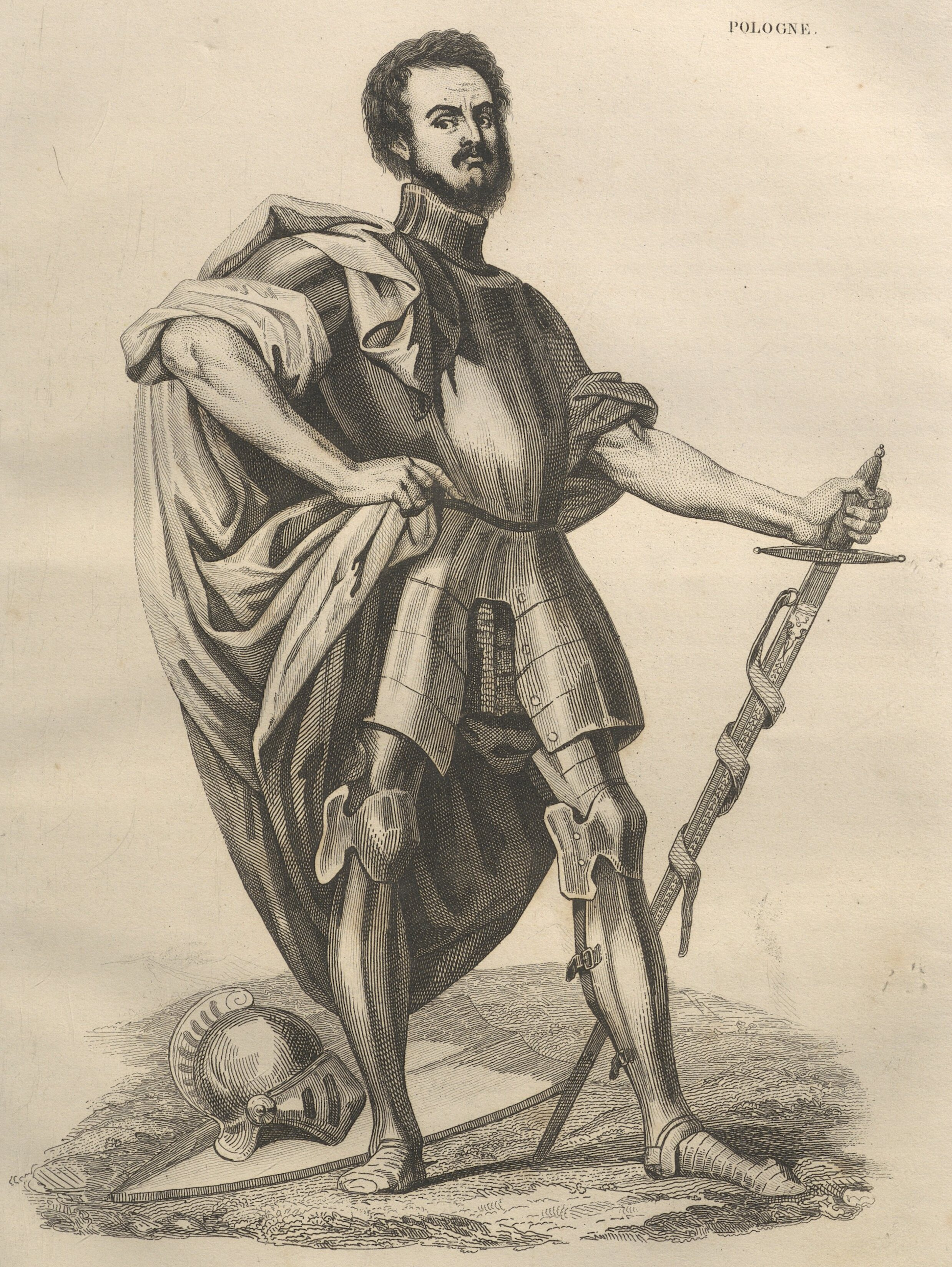
즈비그니에프

즈비그니에프(폴란드어: Zbygniew, 1073년경 ~ 1113년 7월 8일경)는 폴란드의 공작(재위: 1102년 ~ 1107년)이다.
브와디스와프 1세 헤르만의 사생아로 태어났으며 1093년 실레시아의 귀족에 의해 폴란드로 이주했다. 1098년에는 브와디스와프 1세 헤르만과 함께 폴란드의 영토를 서로 분할했다.
1102년 폴란드의 공작으로 즉위했지만 1107년 볼레스와프 3세에 의해 쫓겨나고 만다. 공작 직위에서 쫓겨난 뒤에는 신성 로마 제국의 황제였던 하인리히 5세의 지원을 받고 독일로 망명했다. 1109년에는 신성 로마 제국이 폴란드를 침공했지만 그워구프 전투에서 패전하고 만다.
1111년 보헤미아의 공작이었던 블라디슬라프 1세와 함께 평화 조약을 체결하면서 폴란드로 귀환했지만 1112년 볼레스와프 3세로부터 두 눈을 멀게 만드는 형벌을 받게 된다.